# Sainte-Féréole
Sainte-Féréole is een gemeente in het Franse departement Corrèze (regio Nouvelle-Aquitaine). De plaats maakt deel uit van het arrondissement Brive-la-Gaillarde. Sainte-Féréole telde op 1 januari 2022 2.060 inwoners.

## Geografie
De oppervlakte van Sainte-Féréole bedroeg op 1 januari 2022 35,58 vierkante kilometer; de bevolkingsdichtheid was toen 57,9 inwoners per km².
De onderstaande kaart toont de ligging van Sainte-Féréole met de belangrijkste infrastructuur en aangrenzende gemeenten.

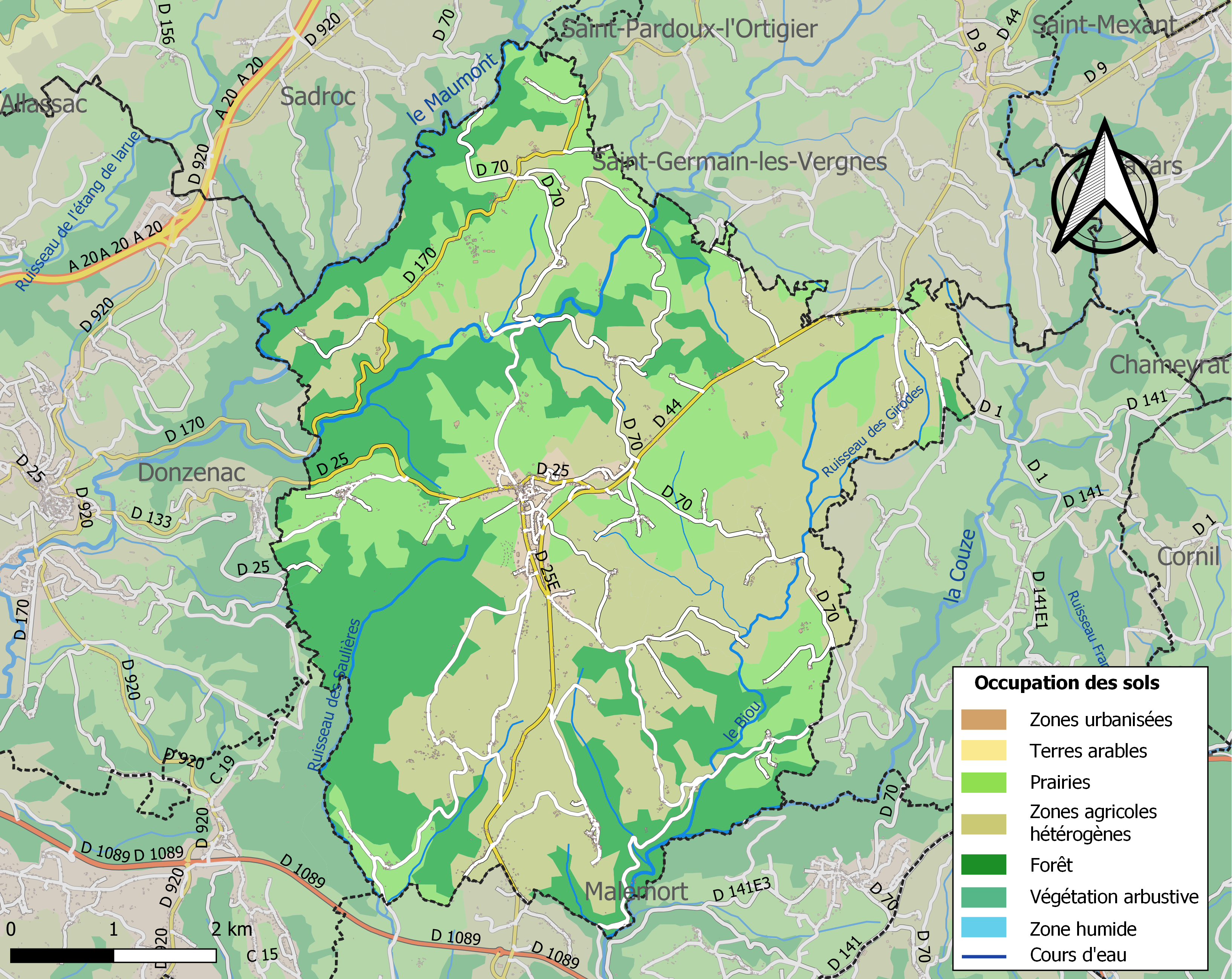

## Demografie
Onderstaande figuur toont het verloop van het inwonertal (bron: INSEE-tellingen).